# Сельское поселение «Кадаинское»
Се́льское поселе́ние «Кадаинское» — муниципальное образование в Калганском районе Забайкальского края Российской Федерации.
Административный центр — село Кадая.

## История
Статус и границы сельского поселения установлены Законом Читинской области от 19 мая 2004 года «Об установлении границ, наименований вновь образованных муниципальных образований и наделении их статусом сельского, городского поселения в Читинской области».
Закон Забайкальского края от 25 декабря 2013 года № 922-ЗЗК «О преобразовании и создании некоторых населенных пунктов Забайкальского края»:
Распоряжением Правительства России от 11 октября 2018 г. № 2186-р присвоено наименование вновь образованному населенному пункту — село Кадая 1-я.

## Население
| 2010 | 2011  | 2012  | 2013  | 2014  | 2015 | 2016 |
| ---- | ----- | ----- | ----- | ----- | ---- | ---- |
| 1046 | ↘1043 | ↘1023 | ↘1005 | ↘1002 | ↘974 | ↘928 |
| 2017 | 2018  | 2019  | 2020  | 2021  |      |      |
| ↘924 | ↘910  | ↘869  | ↘840  | ↘577  |      |      |

## Состав сельского поселения
| № | Населённый пункт | Тип населённого пункта       | Население |
| - | ---------------- | ---------------------------- | --------- |
| 1 | Кадая            | село, административный центр | ↘830      |
| 2 | Кадая 1-я        | село                         |           |